# Forces armées grecques
L’armée grecque est l'armée de la Grèce.
Les forces armées grecques bénéficient depuis toujours d’une forte attention politique accordée aux questions de sécurité et ont bénéficié d’un important programme de modernisation qualitative et quantitative entamée dans les années 1990. Mais la majorité de son parc blindé est en 2012 encore vétuste et le matériel léger (fusils d'assaut, brelage de combat) date des années 1970.

## Historique

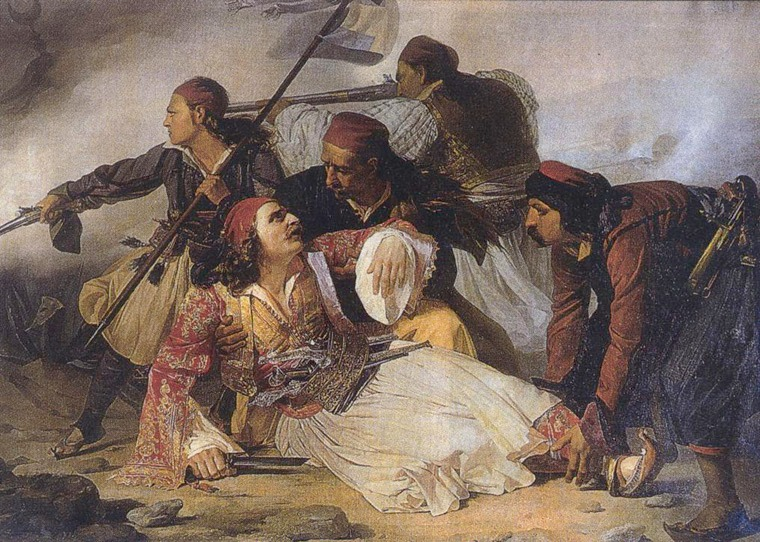
Tableau La Mort de Markos Botzaris de Ludovico Lipparini représentant une scène de la guerre d'indépendance durant le siège de Missolonghi.

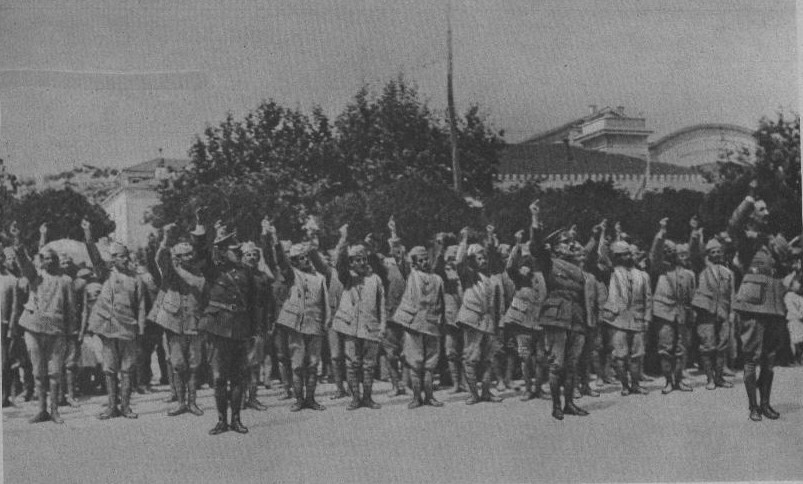
Vénizelistes prêtant serment et formant les troupes grecques qui aident les Alliés.

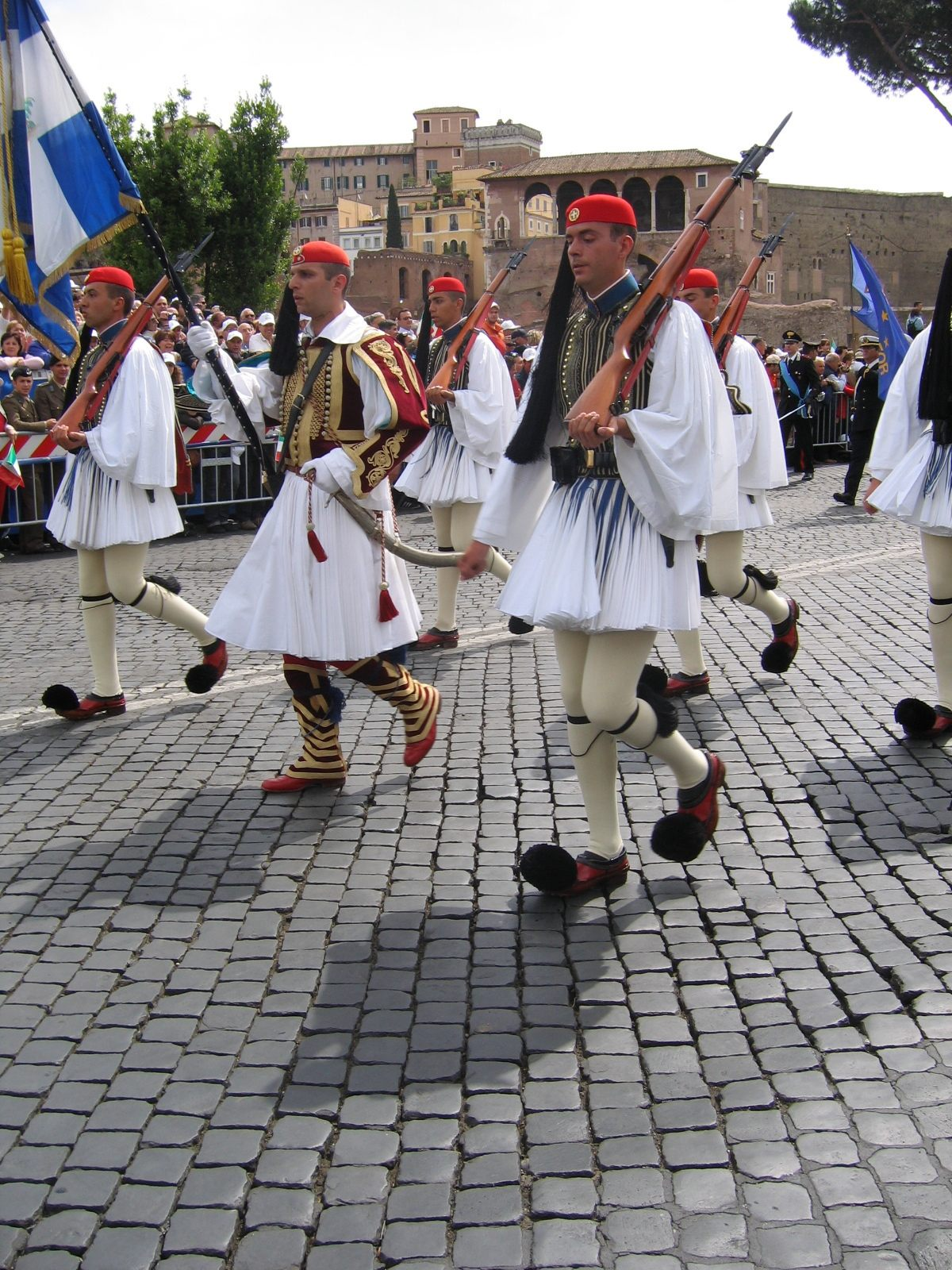
Parade des Evzones de la garde d'honneur présidentielle à Rome en 2006.

L’empire ottoman conquit la Grèce au XIVe siècle, et cette longue occupation parfois très dure, marqua profondément le pays. La difficile guerre d'indépendance grecque débutée en 1821 aboutit à l'indépendance en 1831.
L'armée régulière grecque fut créée le 1er avril 1822 (calendrier julien) par une loi. Il fut décidé que l'armée serait composée d'une infanterie lourde, d'une infanterie légère, d'une artillerie de siège, d'une artillerie de campagne, d'une cavalerie lourde, d'une cavalerie légère et d'un corps du génie ; elle ne vit cependant pas le jour, la grande majorité des forces armées restant composées de fantassins irréguliers.
L'armée a eu un rôle politique important dans ce pays notamment avec le coup d'État du 3 septembre 1843 et le coup de Goudi de 1909.
Le pays au sein de la Ligue balkanique participa aux guerres balkaniques de 1912-1913.
Au début de la Première Guerre mondiale, la Grèce, neutre, est divisée sur la position à tenir. L'armée était fidèle au gouvernement de défense nationale de Vénizelos qui voulait rejoindre les Alliés et finit par y parvenir de facto en août 1916. Il y avait alors à Salonique 1 300 hommes sous les ordres du gouvernement de Défense nationale des colonels Zymvrakakis et Mazarakis : ces troupes grossirent par l'engagement de volontaires et des gendarmes crétois, pour parvenir à regrouper 10 000 hommes le 25 septembre 1916 lorsqu'arrivèrent à Salonique les troupes qui avaient du abandonner le Fort Rupel sur le front bulgare.
En janvier 1918, les Grecs regroupés à Salonique sont 204 000 répartis dans les 1er, 2e, 5e corps d'armées gouvernement de la Défense nationale plus deux divisions isolées commandées par le général Danglis.
De jure, soit officiellement, la Grèce ne rejoignit qu'en 1918 Alliés, alors que leurs forces et celles du gouvernement grec de Défense nationale combattaient déjà ensemble durant l’expédition de Salonique depuis 1915. Cela permit aux troupes grecques d'entrer aux côtés des armées françaises dans Constantinople et de faire sonner les cloches des églises de la ville, ce qui n'était plus arrivé depuis la prise de cette ville par les Turcs ottomans en 1453, et n'est plus arrivé depuis (la Grèce ayant été vaincue de façon désastreuse à l'issue de la guerre gréco-turque de 1920-1921 et la plupart des cloches subsistantes ayant été ensuite fondues par les Turcs vainqueurs). L'armée grecque fit aussi partie du défilé de la victoire sur les Champs-Élysées à Paris le 14 juillet 1919.
L'influence de l'état-major grec sur la vie politique du pays devient de plus en plus forte à partir des années 1930.
À partir du 28 octobre 1940 commence la guerre italo-grecque : l’Italie fasciste tente d’envahir la Grèce à partir de l’Albanie mais l’armée royale italienne est repoussée jusqu’à ses bases de départ ; cela contraint l’Allemagne nazie à intervenir le 6 avril 1941 dans la bataille de Grèce à partir de la Bulgarie. Malgré l’aide de l’armée britannique, le pays est entièrement occupé le 28 avril. La bataille de Crète, fin mai 1941, met un terme à cette campagne.
En 1944, le pays est libéré mais plonge dans la guerre civile qui se termine en 1949 par la victoire de l’armée gouvernementale aidée par le Royaume-Uni et les États-Unis sur les partisans communistes, principale composante de la résistance grecque pendant l'occupation du pays.
En 1952, la Grèce entre dans l’OTAN, en même temps que la Turquie.
En avril 1967, un coup d'État militaire instaure le « régime des Colonels ».
En juillet 1974, à la suite d'une tentative de la Grèce de renverser par un coup d’État le gouvernement de Chypre, la Turquie envahit celle-ci, ce qui conduit à des affrontements militaires avec les forces grecques envoyées d’urgence sur l’île pour contrer cette invasion. On est alors très proche d’une guerre ouverte entre ces deux alliés des États-Unis, qui parviennent à éviter l’escalade. Les militaires grecs se retirent alors de la vie politique après cette crise.

## Stratégie
Membre de l’OTAN depuis 1952 et l’Union européenne depuis 1981, la stratégie des forces armées grecques repose sur trois éléments : la suffisance défensive qui vise l’introduction de nouvelles technologies comme alternative à la course aux armements avec la Turquie, la riposte graduée selon laquelle chaque situation de crise doit être traitée de façon appropriée, prompte, sélective et effective et la zone de défense combinée entre la Grèce et Chypre, face à la Turquie.
À la différence des autres pays européens, la fin de la guerre froide n’a pas réduit le danger de conflit pour la Grèce. Depuis la seconde moitié des années 1960, la menace turque s’est progressivement substituée à toute autre menace. Ainsi, alors que le Pacte de Varsovie disparaissait, l’ennemi de l’Est est toujours présent dans la pensée des Grecs.
Les procès entamés en Turquie par le gouvernement Erdogan à la fin des années 2000 ont révélé des plans susceptibles de menacer la Grèce (plan Balyoz, plan Suga).
Ces deux pays se sont trouvés à sept reprises dans une situation de crise grave ou au bord du conflit armé depuis la Seconde Guerre mondiale (1955, 1963-1964, 1967, 1974, 1976, 1987, 1996), depuis le pogrom contre les habitants grecs d’Istanbul en septembre 1955 jusqu’à la crise des îlots Imia (ou Kardak en turc) en 1996.
Les problèmes bilatéraux non résolus concernent principalement la démilitarisation des îles grecques de la mer Égée proche de la Turquie, la question du plateau continental de la mer Égée, la question des eaux territoriales et de l’espace aérien et enfin le contrôle opérationnel de la mer Égée dans le cadre des exercices militaires de l’OTAN.
La diplomatie grecque à tente depuis le début du XXIe siècle de résoudre ces problèmes en aidant la Turquie à intégrer l’Union européenne pour diminuer la tension bilatérale. Mais la très forte tension en 2020 entre les deux pays font que la Grèce se réarme après la forte baisse des effectifs des années 2010 (environ 100.000 en 2021 devant remonter a 133.000) et refait passer son service militaire a 12 mois au lieu de 9 en mai 2021 hors exception et tente d'avoir un plafond maximum de 68 300 officiers et 93 500 soldats.

## Budget
Le budget de la défense est élevé, avec des dépenses militaires représentant entre 4 et 5 % de son produit national brut (4,12 % en 2003 soit le taux le plus élevé de toute l’Union européenne, en partie à cause des tensions avec la Turquie) dans les années 2000.
La course aux armements que se livrent la Grèce et la Turquie implique pour Athènes l’obligation de suivre le rythme des dépenses militaires d’Ankara, mais les changements diplomatiques et les réalités budgétaires conduisent à une politique systématique et graduelle de désescalade, avec comme objectif de les stabiliser à en dessous de 3 % du PNB. Ces dernières années, la course aux armements a repris, et l'armée grecque acheta en 2009 pour 1 269 000 000 € (soit 4 % du PIB grec) d'armes à la France, aux États-Unis et à l'Allemagne, occupant ainsi la 4e place des importateurs d'armes dans le monde.

### Statistiques sur les dépenses militaires
- 1988 : 1 355 millions d’euros :  5,1 % du PIB
- 1990 : 612 344 millions de drachmes
- 1992 : 2 452 millions d’euros :  4,3 % du PIB
- 1995 : 1 171 377 millions de drachmes, 3 438 millions d’euros :  4,3 % du PIB
- 2000 : 2 017 593 millions de drachmes, 5 921 millions d’euros :  4,9 % du INB
- 2003 : 6 309 millions d’euros :  4,1 % du PIB
- 2005 : 5 429 millions d’euros
- 2006 : 5 829 millions d’euros
- 2007 : 5 997 millions d’euros
- 2008 : 6 896 millions d’euros : 2,9 % du PIB
- 2009 : 7 311 millions d’euros : 3,1 % du PIB
- 2010 : 6 683 millions d’euros : 2,9 % du PIB
- 2011 : 4 622 millions d’euros : 2,1 % du PIB[12]
- 2022 : 6.58 milliards d'euros

En 2024 il s'est élevé à 3,1 % du PIB de l’État.

## Effectifs
Voici les effectifs du personnel militaire et le pourcentage de la population active du personnels civil et militaire de la Défense, celui-ci étant le plus élevé des membres de l’OTAN :
- 1990 : 201 000 : 5,7 %
- 1995 : 213 000 : 5,6 %
- 2000 : 205 000 : 4,9 %
- 2005 : 135 000 : 3,1 %
- 2006 : 139 000 : 3,1 %
- 2007 : 134 000 : 3,0 %
- 2008 : 134 000 : 3,0 %
- 2009 : 133 000 : 2,9 %
- 2010 : 128 000 : 2,8 %
- 2011 : 124 000 : 2,7 %
- 2018 : 108 000
- 2022 : 143 300

## Bureau général de la défense grecque
L'état major des forces grecques est le Bureau général de la défense grecque — Γενικό Ἐπιτελεῖο Ἐθνικῆς Ἄμυνας.

## Armée de terre - Ἑλληνικὸς Στρατός
Les forces terrestres sont relativement mobiles mais les véhicules de transport de troupe sont faiblement blindés. Les forces spéciales sont de bonne qualité.
L’armée de terre manque d’aéromobilité et de capacité de projection des forces à longue distance du fait d’une focalisation sur la menace turque. La prolifération de types disparates de matériels entraîne une lourdeur logistique.

### Principaux matériels actuellement en service

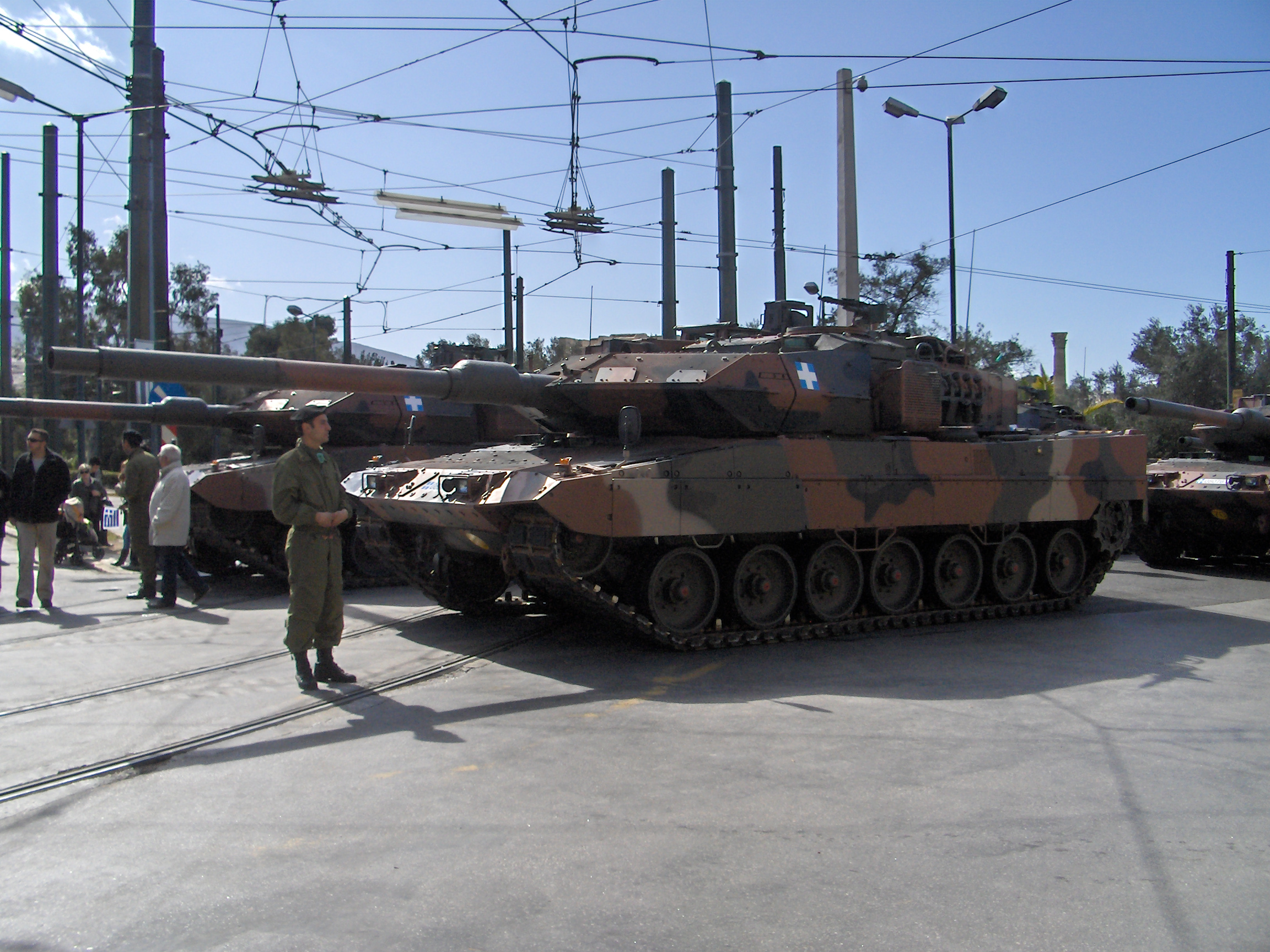
Chars Leopard 2A6 de l'armée grecque.

Certains sont produits localement sous licence.
Les chiffres donnés dans cette rubrique ainsi que pour l'armée de l'air et la marine sont, sauf indication contraire, de 2005.
Pistolets :
- Browning GP
- HK P7

Pistolet-mitrailleur :
- HK MP5

Fusil d'assauts :
- FN FAL
- HK G3
- Colt M4

Mitrailleuses :
- MG3
- HK 21
- Browning M2HB

Char d'assaut :
- Char Leopard 1 : 414 (509 en 2008[14])
- Char Leopard 2 : 353 dont 183 d'occasion (155 Leopard 2A6 en 2008)
- Char M-48A5 : 683 (515 en 2008)

Véhicules de combat d’infanterie :
- BMP-1 : 501

Transport de troupes :
- Léonidas 2 : 131
- M113 et dérivés : 1 509

Véhicules de reconnaissance :
- M-8 : 207
- VBL : 37
- HMMWV : 8

Artillerie automotrice :
- M-109A1/A2/A3 (155 mm) : 195
- Zuzana (155 mm) : 12
- PzH 2000 : 24 perçu au total
- M-107 (175 mm) : 12
- M110 (203 mm) : 181

Artillerie tractée :
- M114 (155 mm) : 266
- Obusier M101 (105 mm) : 445
- Oto Melara M-56 (105 mm) : 18

Lance-roquettes multiples :
- RM-701 (122 mm) : 115
- M-270 MLRS : 36

Artillerie antiaérienne, missile sol-air :
- ZU-23-2 (23 mm) : 506
- I-Hawk : 42
- SA-10 Grumble : 2 batteries
- SA-15 Gauntlet : 21
- SA-8 Gecko : 20
- FIM-92 Stinger : 1 000

Mortiers et missile antichar :
- 107 mm : 620
- 81 mm : 2 800
- Lanceurs de missile MILAN : 290
- Lanceurs de missiles TOW :336
- Lanceurs AT-4 Spigot : 262

Hélicoptères :
- AH-64 Apache : 20
- CH-47 Chinook : 9
- UH-1H : 76
- Bell 205A : 31
- Bell 206 : 14

## Force aérienne - Πολεμικὴ Ἀεροπορία

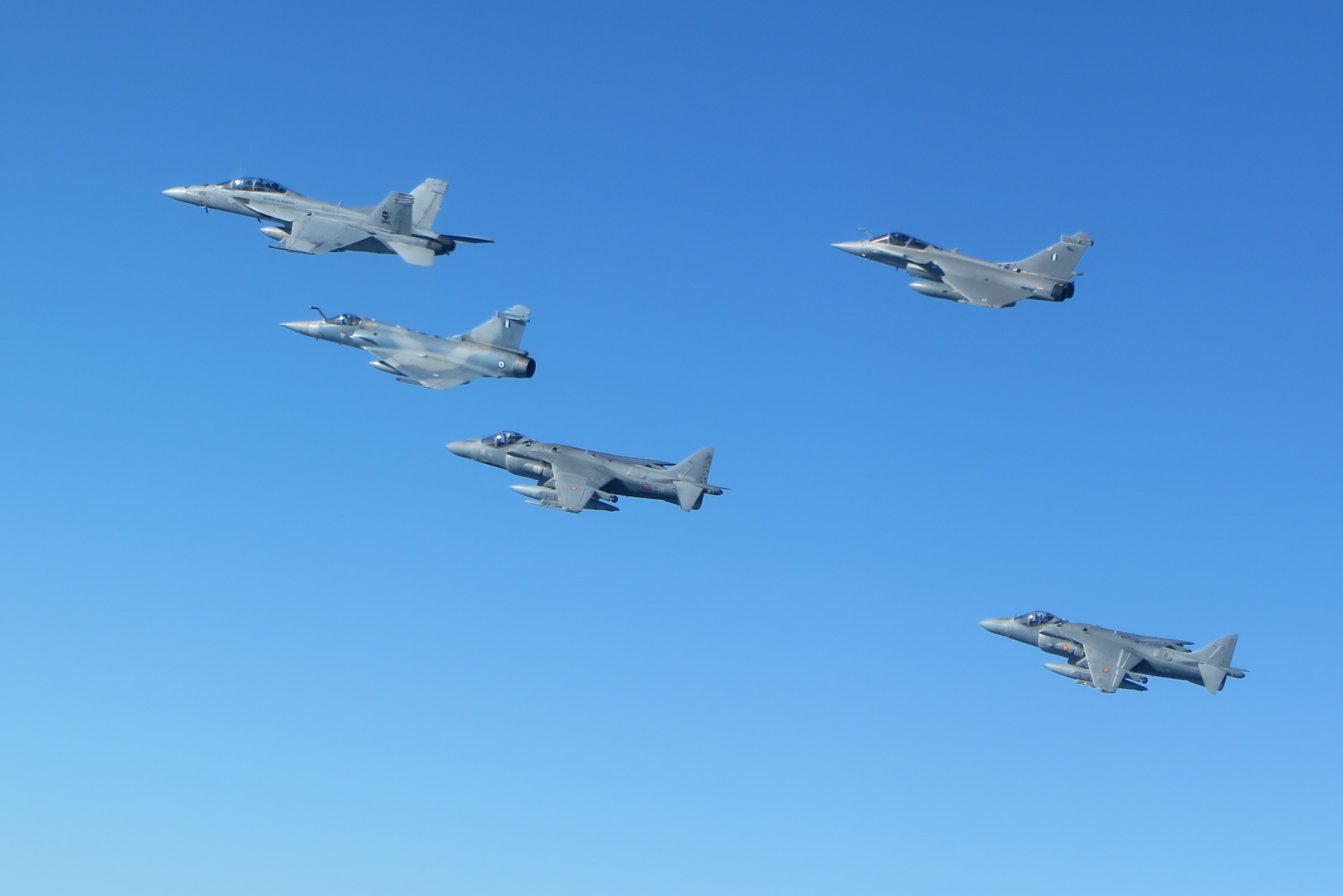
Rafale grec (En haut à droite) avec plusieurs avions alliés dont le Mirage 2000 grec.

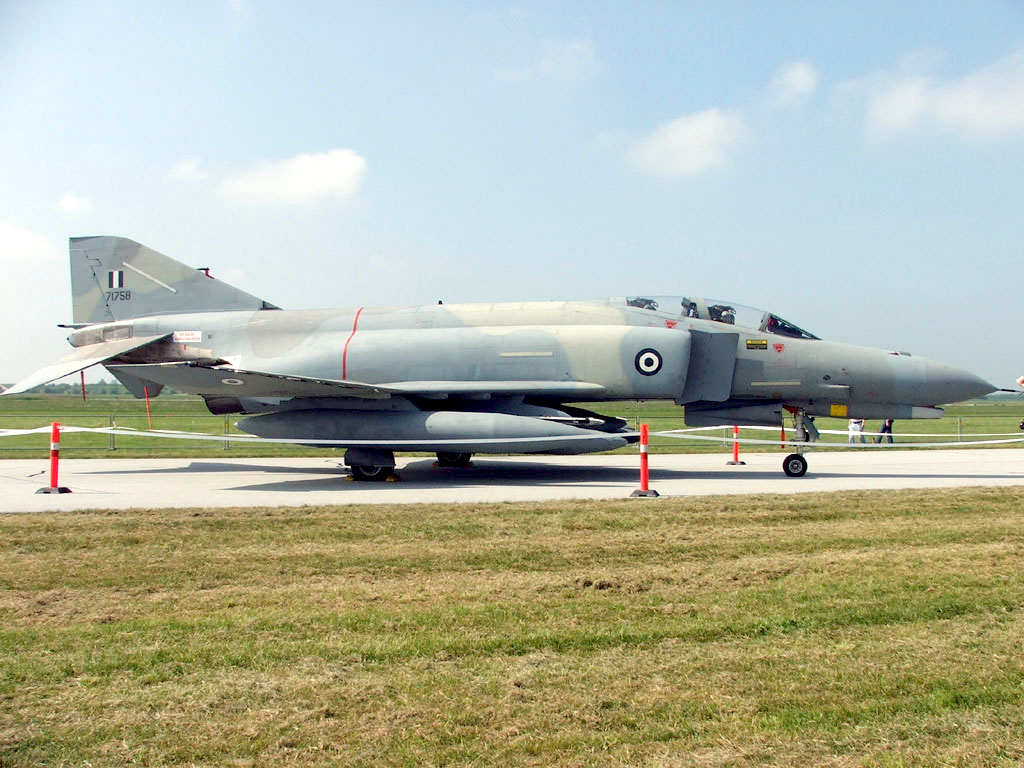
F-4 de l'aviation grecque

La force aérienne est équipée de matériels ayant de très hautes performances depuis la fin des années 1980, incluant des missiles de croisière, elle a un haut degré d’interopérabilité avec l’OTAN.
L’armée de l’air grecque a possession de plusieurs Rafale de fabrication française considéré comme l’un des avions les plus haut de gamme avec l’Eurofighter en Europe.
Cependant, elle manque d’aptitude à opérer depuis des bases dispersées, rendant les forces vulnérables à une éventuelle attaque. Elle n’a pas de moyens de ravitaillement aérien.

### Principaux matériels en service
Avion de chasse
- F-16C/D Block 52+ : 60 (commandés)
- F-16C/D Block 50D : 40
- F-16C/D Block 30 : 32
- Mirage 2000-5 : 25
- Mirage 2000CG/BG : 25
- F-4E Peace Icarus : 25
- F-4E Phantom II : 25
- A-7E/TA-7 C Corsair II : 41
- A-7H/TA-7H Corsair II : 45
- Dassault Rafale : 18

Détection avancée :
- Embraer EMB-145 AEW, appareils déclinés de l'Embraer ERJ-145[15]: 4 (en service depuis 2009)
- Centres radar principaux  : 6

Reconnaissance :
- RF-4 E Phantom II : 23

Patrouille maritime :
- P-3 B Orion

Transport :
- C-130B/H Hercules
- C-27J Spartan : 12 (commandés)
- ERJ-135 : 2
- Gulfstream V : 1

Défense aérienne :
- MIM-104 Patriot PAC-2 : 3 batteries
- Skyguard
- FIM-92 Stinger
- Artemis (2 x 30 mm)
- Rheinmetall MK 20 Rh 202 (en) : 20 × 139 mm (2 x 20 mm)

Hélicoptères :
- Agusta A.109 (recherche et sauvetage) : 3
- Bell 205A (recherche et sauvetage/transport) : 14
- AS-332 Super Puma : 4
- AS-532SC Cougar : 4

Avion d’entraînement  :
- T-6 Texan II : 45
- T-2C/E Buckeye : 35

## Marine - Ἑλληνικὸ Πολεμικὸ Ναυτικό

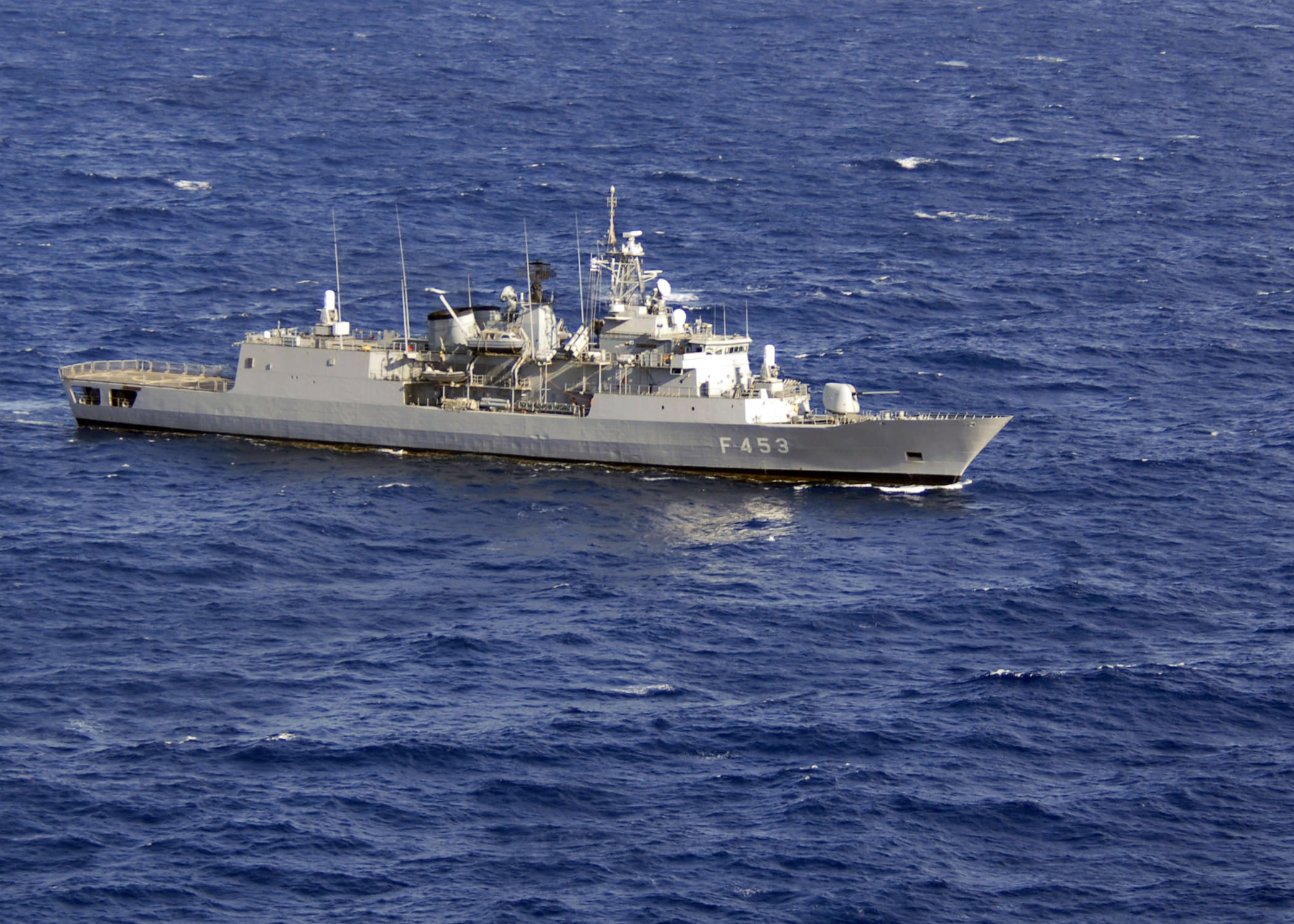
La frégate de classe Meko-200HN HS Spetsai (F453). Elle a été mise sur cale chez à Skaramanga le 11 août 1992, lancée le 9 décembre 1993 et admise au service actif le 24 octobre 1996. Spetsai ou Spetses est une ile grecque du Golfe Saronique au sud d'Athènes. Les quatre navires de cette classe ont été financés partiellement par les États-Unis et l'Allemagne.

La marine grecque est dans les années 2000 moderne, bien équipée, et s’appuie sur une forte expérience navale mais a un manque, relatif, de capacité de frappe terrestre.

### Historique
La marine militaire commença la Seconde Guerre mondiale en 1940 avec 34 navires de guerre et 6 500 hommes, perdit 28 navires et 800 hommes et avait 43 navires et 8 500 hommes fin 1944. L'immense majorité de la flotte étant alors des unités d'origine américaine et britannique données grâce au lend-lease.
Durant la guerre froide, la marine grecque reçut de nombreux bâtiments de seconde main de ses alliés de l'OTAN.
En cas de guerre contre les marines du Pacte de Varsovie, la marine hellène aurait eu pour mission avec son meilleur ennemi, la marine turque, de bloquer les détroits du Bosphore et des Dardanelles et de détruire avec l'aide de la Sixième flotte américaine l'escadre de la marine soviétique présente en Méditerranée.
En 2025, le sous-marin le plus récent de la marine grecque est le HS KATSONIS (S-123). 

### Organisation
Elle compte 19 000 personnes dont 1 300 dans une brigade d'infanterie de marine et dispose de 3 grande bases navales : 
- Salamine
- Patras
- Baie de Souda (Grèce) (Crète)

### Principaux matériels en service
Frégates :
- Classe Hydra (Classe Meko 200MEKO-200HN) : 4
- Elli (Kortenaer) : 10 (en réserve)
- Frégate de défense et d'intervention, Belharra : 3 commandées

Sous-marins :
- Type 209-1100 : 4
- Type 209-1200 : 4
- Type 214:
  - Papanikolis (S 120) (Refusé par la Marine grecque, proposé à la Marine polonaise[17])
  - Pipinos (S 121)
  - Matrozos (S 122)
  - Katsonis (S 123)

Patrouilleurs et corvettes :
- Thetis : 5
- Combattante IIA : 6
- Combattante III : 9

Bâtiment de débarquement :
- LST classe Chios (Jason) : 5
- LCAC Kerkyra (Zubr) : 4

Guerre des mines :
- chasseurs et dragueurs de mines : 12
- mouilleur de mine : 1

Hélicoptères :
- S-70 Aegean Hawk : 7
- AB-212 : 10
- SA-319 Alouette III : 2

## Garde-côtes - Ελληνική Ακτοφυλακή
Cette arme grecque fut créée en 1919. Son chef a le grade de vice-amiral. Pour assurer leurs missions de défense et de police maritime, la Garde côtière hellénique dispose des moyens suivants :
- patrouilleurs
- Cessna 172
- Cessna 406
- Eurocopter AS-532 Cougar
- Eurocopter Dauphin
- Socata TB

## Engagements internationaux
Les chiffres ci-dessous sont datés du 21 octobre 2011 :
- Afghanistan : 158 militaires au sein de la FIAS (ainsi que 2 policiers au sein de l'EUPOL) ;
- Kosovo : 245 militaires au sein de la KFOR ;
- Liban : 52 militaires au sein de la FINUL ;
- Bosnie-Herzégovine : 49 militaires au sein de la mission Althea de l'EUFOR ;
- Somalie : 2 militaires au sein de l'EUTM-Somalie ;
- Géorgie : 9 observateurs militaires au sein de la mission européenne en Géorgie ;
- Soudan du Sud : 1 observateur militaire au sein de la MINUSS.

Chiffres actualisées du 1er janvier 2022 :
- Arabie saoudite : 1 batterie de MIM-104 Patriot
- Bosnie-Herzégovine : 6 militaires au sein de la mission Althea de l'EUFOR ;
- Chypre : 950 militaires; 1 brigade mécanisée ;
- Irak
- Liban : militaires au sein de la FINUL ; 1 frégate
- Mali : Mission de formation de l'Union européenne au Mali
- Serbie : KFOR 114 militaires